# Белю Пушилката
„Белю Пушилката“ (на английски: Smoke Bellew) е приключенски роман, написан от Джек Лондон през 1912 година.

## Сюжет
Внимание:  Текстът по-долу разкрива сюжета на произведението (или части от него)!
Романът описва премеждията на бивш литератор – Кристофър Белю, по-късно Белю Пушилката – от Сан Франциско и неговия спътник (Малчо) в суровите условия на Северна Америка, в частност Аляска и Северозападна Канада.

## Кино
Книгата е филмирана няколко пъти, но филмите не постигат масов успех.